# Angoon
Angoon è una city di 459 abitanti nella Census Area di Hoonah-Angoon. Il nome in lingua Tlingit, Aangóon, significa "città dell'istmo".

## Geografia fisica
Angoon è il più grande insediamento permanente sull'Isola Admiralty. È situata sull'istmo alla foce del Kootznahoo Inlet sul lato ovest dell'isola. Dista 97 km a sud-ovest di Juneau. L'unica altra comunità dell'isola è Cubo Cove, a nord.

## Popolazione
La popolazione di Angoon nel 2000 contava 572 abitanti con un'età media di 32 anni. Per quanto riguarda la conformazione etnica il 11,4% era composto da bianchi, il 0.5% da neri o afroamericani, l'82% da nativi americani, il 0,2% asiatici, l'1,40% da altre razze, e il 4,5% da meticci di una o più razze.

## Storia
L'Isola Admiralty è stata a lungo sede del gruppo di lingua Tlingit Kootznoowoo (Xootsnoowú Ḵwáan in Tlingit). Kootznoowoo significa "fortezza degli orsi bruni". Angoon ha un clima meno piovoso rispetto alla maggior parte del sud-est dell'Alaska e per questo motivo era stato apprezzato dai Tlingit.
Durante il periodo russo in Alaska, fra il XVIII secolo e la metà del XIX secolo, il commercio di pellicce era la principale attività economica della zona. Nel 1878, dopo l'acquisto nel 1867 dell'Alaska da parte degli USA, la Northwest Trading Company stabilì sulla vicina Isola Killsnoo alcuni insediamenti per la caccia alle balene impiegando gli abitanti di Angoon nell'attività. La caccia alle balene, la scuola e la chiesa ortodossa favorirono un afflusso di molti Tlingits nella zona.
Nel 1882, la carica di un arpione di una nave baleniera esplose accidentalmente accidentalmente, uccidendo un membro dell'equipaggio che era anche uno sciamano, un uomo-medicina della comunità Tlingit. Gli abitanti dei villaggi chiesero il pagamento di 200 coperte alla famiglia dell'uomo, come era consuetudine. La Trading Company Northwest cercò l'aiuto della Marina degli Stati Uniti a Sitka. Angoon e un campo estivo nelle vicinanze furono bombardati e distrutti dalla nave USRC Thomas Corwin. Dopo un breve periodo di tempo, la Trading Company Northwest commutò la sua attività nella lavorazione delle aringhe. Durante questo periodo molti Tlingit si trasferirono a Killisnoo per cercare un'occupazione nello stabilimento della Trading Company Northwest. Nel 1928, Killisnoo fu distrutta da un incendio e molti Tlingit tornato ad Angoon. Nel 1973, Angoon ha vinto un risarcimento di 90000 $ da parte del governo degli Stati Uniti, per il bombardamento del 1882.

## Economia
La pesca e i processi di conserva legati alla pesca sono la principale risorsa economica di Angoon.